# Fritz Feldner
Friedrich Alois Feldner (* 8. September 1892 in Wien; † 26. Juli 1965 ebenda) war ein österreichischer Kabarettist, Schriftsteller, Reklamechef und Werbetexter.

## Leben
Fritz Feldner stammte aus der kinderreichen liberal-katholischen Familie des Wiener Kaufmannes Franz Feldner und der Hela Mahr und war einer der Brüder des Wiener Kinderarztes Josef (Pepi) Feldner. Er war Mitarbeiter und Autor für das Wiener Werkel. Das Wiener Werkel war eine Kleinkunstbühne in der Wiener Innenstadt in den Jahren 1938 bis 1944.  Der österreichische Kabarettist Alfred Dorfer setzte sich in seiner Dissertation aus dem Jahr 2011 u. a. kritisch mit dem Wiener Werkel auseinander und erwähnte darin mehrfach auch Feldner. Dass die Tätigkeit für das Wiener Werkel in diesen Jahren nicht ungefährlich war, geht aus einer Erzählung der Architektin und Widerstandskämpferin Margarete Schütte-Lihotzky hervor. Sie erinnerte sich an einen Sketch des Wiener Werkels Anfang 1941, der die Verhaftung von Conférencier und Direktor zur Folge gehabt habe.
Nach dem 2. Weltkrieg blieb Feldner dem Kabarett treu. Im Februar 1950 wurde beispielsweise in Wien die Kabarettrevue „Wir werden's überstehen“ mit Karl Böhm, Ida Krottendorf und dem Conférencier Ernst Waldbrunn gebracht, deren Texte von ihm, seinem Bruder Hans, Christl Räntz und Toni Hott stammten und die von Knaflitsch vertont war. Im September desselben Jahres übernahm Feldner die Leitung des wieder eröffneten Wiener Werkls, für das er weiterhin als Autor tätig war. Feldner lieferte auch Beiträge zur Hörfunksendung Der Watschenmann, war 1953 an einer Produktion von Maxi Böhm als Autor beteiligt und gründete 1958 das Kabarett Gustobrettl. Das Österreichische Kabarettarchiv hat aus dem Nachlass von Josef Carl Knaflitsch umfangreiches Archivmaterial erhalten. Die abrufbare Auflistung weist auf zahlreiche Texte von Fritz Feldner hin. Auch das gemeinsam mit Bruder Hans 1958 für das Gustobrettl verfasste Programm „Es ist serviert“ wird darin erwähnt.
Feldner war mit Heimito von Doderer befreundet. Er soll hinter der Romanfigur Robert Höpfner aus Doderers Werk Die Dämonen stehen. Der Reklame-Dichter Höpfner findet sich auch in der Strudlhofstiege. Eine kritische Beleuchtung von Feldners Einsatz für den Freund findet sich bei Alexandra Kleinlercher.
Feldner war ab 1960 mit der Theaterwissenschaftlerin Ruth Schopenhauer verheiratet.

## Werke und Schriften (Auswahl)
- Feldner, Fritz. ’Wien die Stadt der Musik ... schafft das Rundfunkgerät von vollendeter Musikalität’ : [Werbeschrift f. Hornyphon]. Radiowerk Horny A. G, 1939.
- Walz et al. In Nußdorf Bei an Viertel Alten ... ? Wiener Walzerlied. Text: Fritz Feldner. Musik: Alfred Walz. Gesang, Klavier. Adolf Robitschek.
- Knaflitsch, Josef Carl. I Brauch Beim Wein Kan Tropfenzähler. Worte von Fritz Feldner. (Gesang, Klavier). Wiener Operettenverlag, 1942.
- Feldner, Fritz. Wunderliches Werbarium : die Werbung in der Karikatur ; die Karikatur in der Werbung ; mit 70 Abbildungen und 16 Farbtafeln. Forum Verl., 1960.
- Feldner, Fritz. Wiener Originale und andere nicht ganz Normale. Wien : Hunna, 1962.
- Feldner, Fritz. Josef Weinheber : eine Dokumentation in Bild und Wort. Verl. Das Berglandbuch, 1965.
- Feldner, Fritz, und Ruth Feldner-Schopenhauer. Mundwerk hat goldenen Boden. Agens-Werk, Geyer, 1966.
- Feldner, Fritz, „Interview mit einer Kuh“, in: Kühn, Volker (Hg.), Kleinkunststücke, Bd. 3: „Kabarett unterm Hakenkreuz 1933–1945“, Quadriga, Berlin 1989.